# 11294 Kazu
11294 Kazu este o planetă minoră (asteroid), cu un diametru de 3,358 km, din centura de asteroizi. A fost descoperită pe 4 februarie 1992 la Geisei⁠(d) de Tsutomu Seki. 
Obiectul prezintă o orbită caracterizată de o semiaxă mare de 2,2944082 UAi, o excentricitate de 0,15, o înclinație de 6,3201 ° în raport cu ecliptica.